# Micropogonias altipinnis
Micropogonias altipinnis es una especie de pez de la familia Sciaenidae en el orden de los Perciformes.

## Morfología
• Los machos pueden llegar alcanzar los 90 cm de longitud total.

## Alimentación
Come gambas, peces, moluscos, crustáceos y gusanos.

## Hábitat
Es un pez de clima tropical y bentopelágico que vive hasta los 30 m de profundidad.

## Distribución geográfica
Se encuentra en el Océano Pacífico oriental: desde el Golfo de California hasta el Perú.

## Uso comercial
Es común en los mercados locales.